# Conte di Northampton
Conte di Northampton è un titolo ereditario della nobiltà inglese della Parìa inglese.

## Conti di Northampton (in onore ai conti di Huntingdon), prima creazione (1065)
- Waltheof (m. 1076)
- Maud di Northumbria
- Enrico di Scozia (1114–1152)
- Simon II de Senlis (1103–1153)
- Malcolm IV di Scozia (1141–1165)
- Guglielmo I di Scozia (1143–1214)
- Simon III de Senlis (1138–1184)
- David di Scozia, conte di Huntingdon (m. 1219)
- John di Scozia, conte di Huntingdon (1207–1237)

## Conti di Northampton, seconda creazione (1337)
- William de Bohun, I conte di Northampton (c. 1310–1360)
- Humphrey di Bohun, VII conte di Hereford (1341–1373) assassinato nel 1373 con conseguente dissoluzione del titolo

## Conti di Northampton, terza creazione (1384)
- Enrico IV d'Inghilterra (1367–1413) restaurazione della contea nel 1384, diviene re nel 1399
- Anne Plantageneta, IV contessa di Northampton (1383–1438) ottiene la contea nel 1399

## Conti di Northampton, quarta creazione (1604)
- Henry Howard, I conte di Northampton (1540–1614)

## Conti di Northampton, quinta creazione (1618)
- vedi Marchese di Northampton